# Jungiella jadarica
Jungiella jadarica är en tvåvingeart som beskrevs av Krek 1979. Jungiella jadarica ingår i släktet Jungiella och familjen fjärilsmyggor. Inga underarter finns listade i Catalogue of Life.